# Comuna Simeonovgrad, Haskovo
Obștina Simeonovgrad (județul Simeonovgrad) este un județ în regiunea Haskovo din Bulgaria.

## Demografie
Componența etnică a comunei Simeonovgrad
     Romi (16,9%)
     Bulgari (70,74%)
     Nicio identificare (11,61%)
     Altele (1,26%)
La recensământul din 2011, populația comunei Simeonovgrad era de 8.755 locuitori. Din punct de vedere etnic, majoritatea locuitorilor (70,74%) erau bulgari, cu o minoritate de romi (16,9%). Pentru 11,61% din locuitori nu este cunoscută apartenența etnică.